# Майліс Репс
Майліс Ранд (Rand), у шлюбі Репс (ест. Mailis Reps, нар. 13 січня 1975, Таллін (Естонська РСР)) — естонська політична і державна діячка, адвокатка. Депутатка Рійгікогу (парламенту) від Центристської партії. У минулому — міністр освіти і науки Естонії (2002—2003, 2005—2007, 2016—2020).

## Біографія
Народилася 13 січня 1975 року в Таллінні.
З 1993 по 1998 вивчала право в Академії «Норд», має два магістерські ступені: Центрально-Європейського університету в галузі права та Маастрихтського університету в галузі суспільних відносин.
З 2001-го є докторанткою у галузі європейського та міжнародного права університету Упсала.
Кандидатка у президенти Естонії на виборах 2016. Вважається опозиційним політиком, який виступає за добросусідські відносини з Росією.
17 листопада 2020 року таблоїд Õhtuleht повідомив, що міністерка Репс використовує наданого їй водія для перевезення своїх дітей до школи та дитячого садка в робочий час водія. Після цього Репс подала у відставку, яку президентка Керсті Кальюлайд прийняла 21 листопада 2020.
19 липня 2021 року Õhtuleht також повідомив, що приватне свято з приводу 45-річчя Репс, що проходило в елітному ресторані Кадріорга, було сплачено міністерством.

## Особисте життя
Розлучена. Колишній чоловік — латвієць Агріс Репс (латис. Agris Repšs), ризький адвокат. Шестеро дітей: Річард (нар. 2004), Еліхабет (нар. 2006), Карл Роберт (нар. 2007), Хенрі Роджер (нар. 2011), Фредерік (нар. 2014) та Шарлотта (нар. 2017).